# Serbosoma beljanicae
Serbosoma beljanicae är en mångfotingart som först beskrevs av Bozidar P.M. Curcic och Makarov 1998.  Serbosoma beljanicae ingår i släktet Serbosoma och familjen Anthroleucosomatidae. Inga underarter finns listade i Catalogue of Life.